# Pescara (stad)
Pescara (122.577 inwoners) is een plaats in Italië en hoofdstad van de gelijknamige provincie Pescara. De stad is gesticht in de eerste eeuw voor Christus als de Romeinse stad Aternum. In  1927 is Castellammare Adriatico bij Pescara gevoegd. In de Tweede Wereldoorlog heeft de stad veel geleden, vooral vanwege de zware bombardementen van 1943. Sindsdien is het een moderne stad, anders dan de andere Italiaanse steden, door de afwezigheid van een historisch centrum. Er is een grote jachthaven en een internationale luchthaven.

## Sport
De voetbalclub Pescara Calcio komt uit namens de stad en speelt haar wedstrijden in het Stadio Adriatico.
Jaarlijks wordt in en om Pescara de eendaagse wielerkoers Trofeo Matteotti verreden.

## Afbeelding

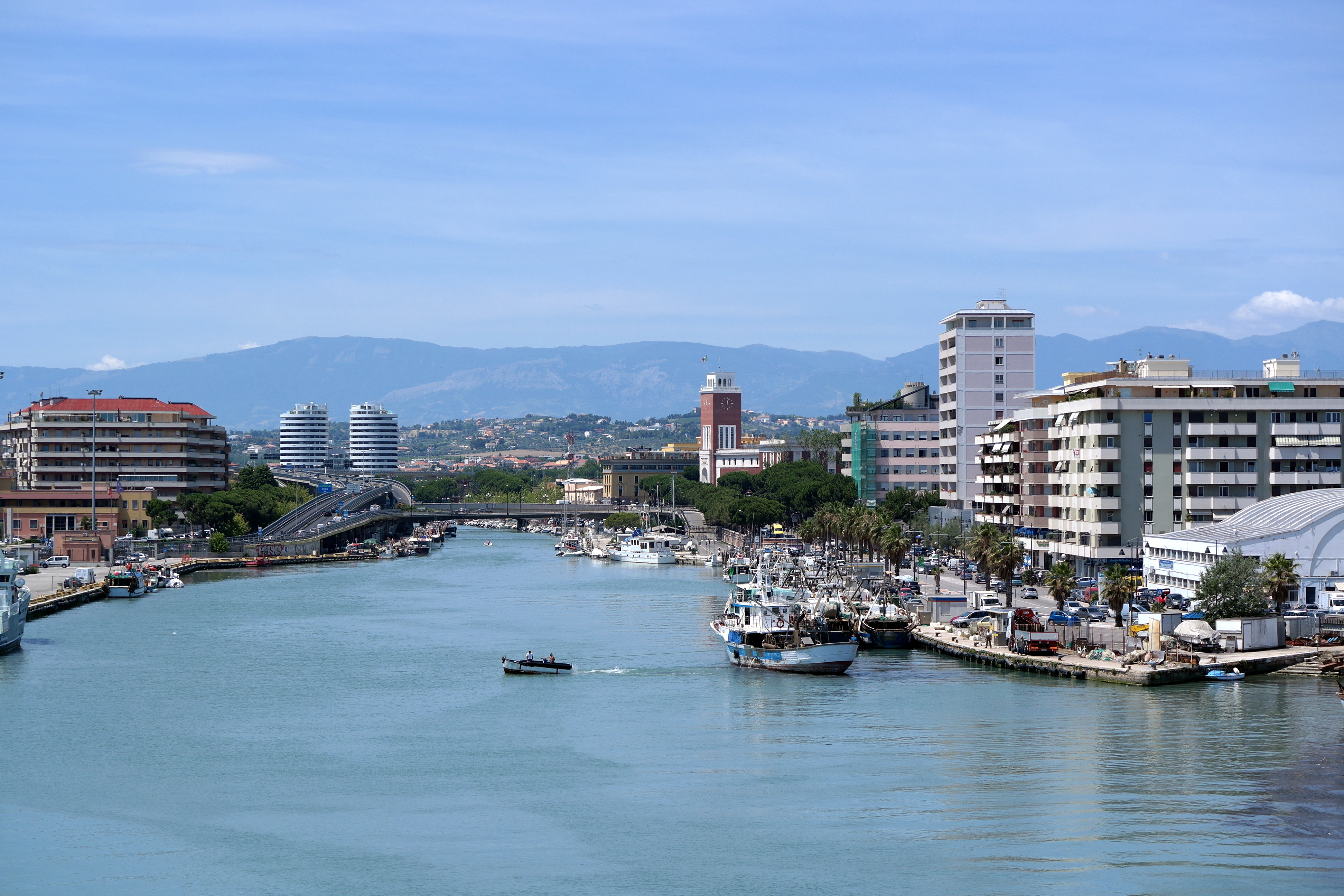
Haven van Pescara

## Geboren in Pescara
- Gabriele Manthoné (1764-1799), generaal en minister van Oorlog in de Parthenopeïsche Republiek
- Gabriele d'Annunzio (1863–1938), schrijver, dichter en politicus
- Ivan Scalfarotto (1965), politicus en LGBT-activist
- Floria Sigismondi (1965), Canadees-Italiaanse fotograaf en filmregisseur
- Eusebio Di Francesco (1969), voetballer en voetbalcoach
- Alessandro Petti (1973), architect
- Jarno Trulli (1974), Formule 1-coureur
- Giada Colagrande (1975), regisseuse en actrice
- Ruggero Marzoli (1976), wielrenner
- Andrea Masciarelli (1982), wielrenner
- Simone Iacone (1984), autocoureur
- Fabio Taborre (1985-2021), wielrenner
- Francesco Masciarelli (1986), wielrenner
- Matteo Rabottini (1987), wielrenner
- Andrea Caldarelli (1990), autocoureur
- Marco Capuano (1991), voetballer
- Giuseppe Fonzi (1991), wielrenner
- Marco D'Urbano (1991), wielrenner
- Marco Verratti (1992), voetballer
- Ruggero Pasquarelli (1993), zanger en acteur